# Gemini 1
Gemini 1 byl zahajovací nepilotovaný let nového amerického kosmického programu připravený agenturou NASA s označením Gemini z roku 1964. Program následoval lety jednomístných lodí Mercury a předcházel programu Apollo.

## Průběh mise

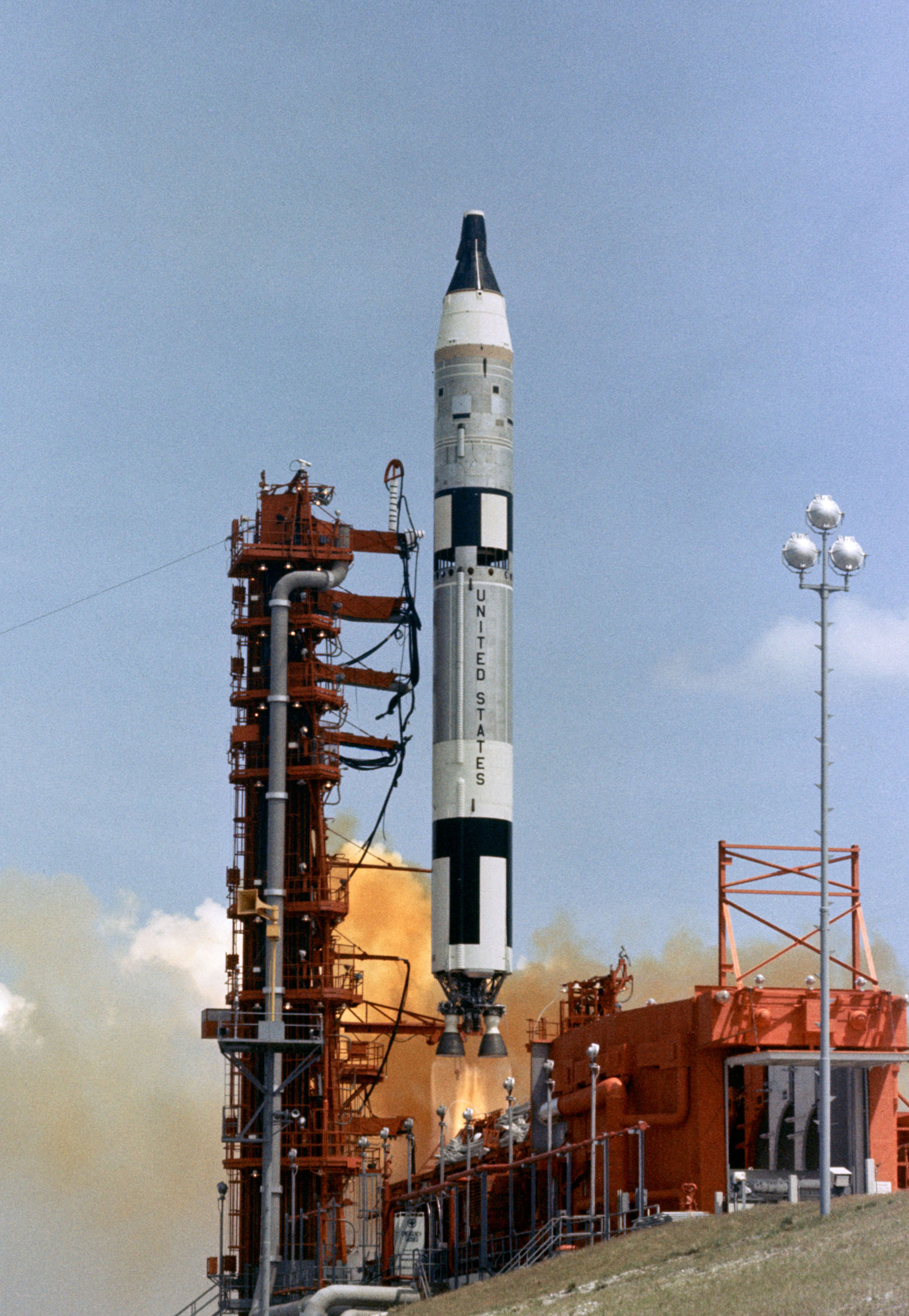
Start Gemini 1

Mezikontinentální balistická střela Titan, dvoustupňová raketa Titan 2 GLV vynesla prototyp dvoumístné kabiny Gemini (označeno GT-1, ze spojení Gemini-Titan) dne 8. dubna 1964 z Kennedyho mysu (mys Canaveral) na Floridě, z letecké základny Cape Canaveral. Nový nosič dosáhl dráhu 160 – 320 km nad povrchem Země, oběžná doba byla téměř 90 minut. Na oběžné dráze se poslední stupeň nosné rakety v souladu s programem tohoto letu neoddělil. Mezi cíli letu bylo ověřit schopnosti rakety, parametry nové lodě o hmotnosti 3187 kg a umění řídícího střediska k dálkovému ovládání dráhy lodě. Všechny tyto cíle se podařilo splnit.
Řízený návrat makety kabiny se sériovým označením GLV-1 12556, vyrobené firmou McDonnell Astronautics Co., St. Louis nebyl plánován a proto po 64 obletech Země a 4 letových dnech v atmosféře 12. dubna 1964 v noci zanikla rozpadem i s posledním raketovým stupněm.

## Po misi
Po tomto bezpilotním letu následoval ještě obdobný druhý GT-2 a pak již v Gemini vzlétly na orbitální dráhu první dvojice astronautů.